# 秦檜

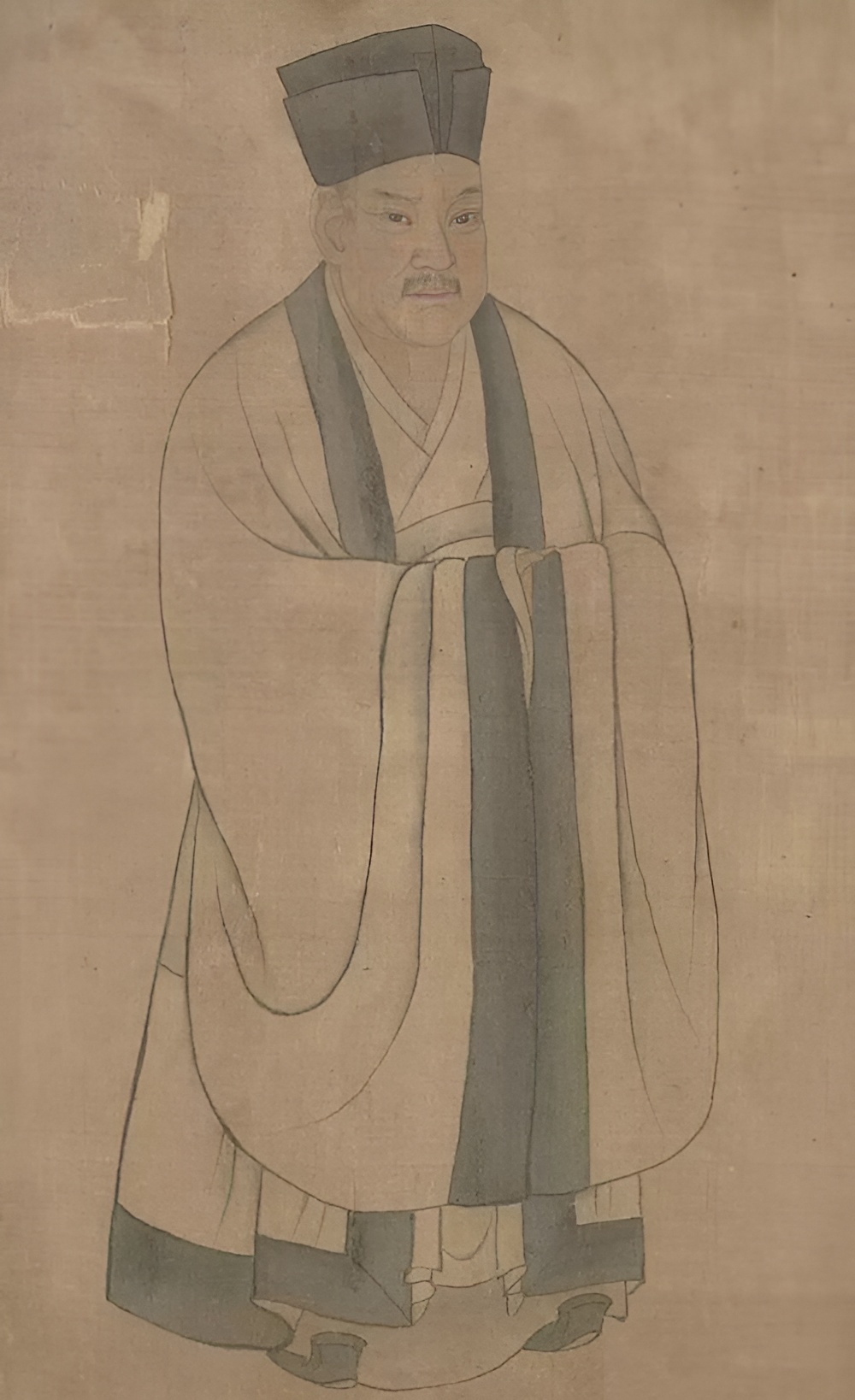
秦檜

秦 檜（しん かい、元祐5年12月25日（1091年1月17日）- 紹興25年10月22日（1155年11月18日））は、南宋の宰相。字は会之。黄州の出身。本貫は江寧府（現在の江蘇省南京市）。
秦檜は金との講和を進め和議を結ぶが、その過程において岳飛ら抗金派の政府要人を謀殺、平民へ落とすなどし、その後も自らの権力保持のために敵国の金の圧力を背景に恐怖政治を敷いた。
後世、この「秦檜」という名は売国奴の代名詞となり蔑まれた。妻は王氏（宰相王珪の子の王仲岏の娘）、実子の名は不詳、養子は秦熺（妻の兄の王喚の子）、養孫（秦熺の子）は秦塤。妻の父の王仲岏の姉は李清照の母。

## 略歴
秦檜は、政和5年（1115年）に科挙に合格、順調に出世を重ねる。靖康2年（1127年）に金が北宋を滅ぼし、華北統治のために張邦昌を首領に据え傀儡国家の楚を創ろうとした際、秦檜は反対したとして、同じく反対した他の朝臣と共に粘没喝の軍に北へ連れ去られた。その後、他の宋旧臣は各地へ連行されたが、秦檜のみは厚遇を受けている。
建炎4年（1130年）、秦檜は金から解放されると、南宋の高宗の元へ辿り着いた。高宗は帰還した秦檜に向けて喜びを表し、即日礼部尚書とした。
翌紹興元年（1131年）、秦檜は宰相となった。その後、一時期宰相を罷免されるが、すぐに復帰して金との交渉を担った。
当時、国内では、対金戦で軍功を挙げた岳飛を初めとする武官派グループが台頭しており、主戦派の政治家と共に講和派の秦檜を批判した。これに対して、金の圧力を背景に高宗の支持を得た秦檜は、禁軍将帥や張邦昌などの軍閥間の不仲から起きた対立と均衡の上に政権を掌握した。

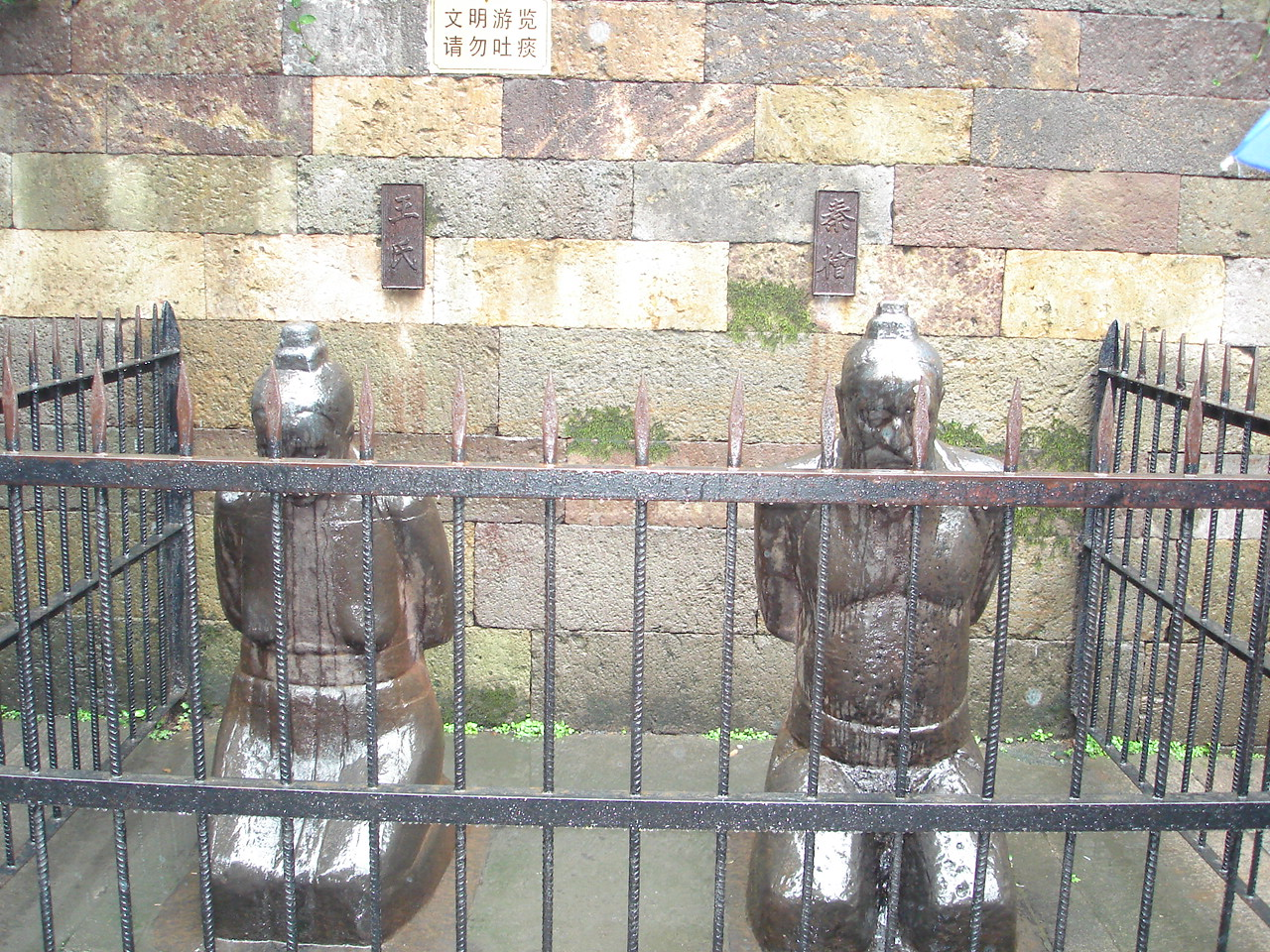
杭州岳王廟（岳飛の廟）にある秦檜夫妻の像。かつてはこの像に唾を吐きかける習慣があった。右が秦檜で、左が妻の王氏。

紹興11年（1141年）、秦檜は、講和に反対する多数の将軍や政治家の官職を剥奪して身分を落とし、救国の英雄と言われた岳飛に至っては「莫須有（あったかもしれない）」として反逆罪で謀殺した。
主戦派を抑圧して権力を握った秦檜は翌年、金が占領している国土を割譲し、宋が金に毎年銀25万両と絹25万疋を金に貢するという、屈辱的な内容の和議を結んだ（「紹興の和議」）。
その後も秦檜に対する非難は止まなかったが、それでも秦檜は反対派や義軍に対して徹底的な弾圧を行い、講和に批判的な民衆に対しても文字の獄を起こして弾圧するなど、19年の長きにわたって専権を極め続けた。
紹興25年（1155年）、秦檜は宰相職に居座ること20年、66歳で死んだ。
岳飛の孫である岳珂が著した『桯史』によれば、危篤であった秦檜はなおも政敵であった張浚を追い落とそうとしていた。病床の秦檜は、役人が持参した張浚に対する判決を記した奏牘（上奏文）に署名をしようとしたところ、手が震えて書くことが出来なかった。さすがの妻の王氏も屏風の後から手を振って「太師（秦檜）を疲れさせないように」と述べて役人を引き上げさせようとした。秦檜はなおも署名しようとしたが、ついに机に倒れ込み、そのまま死亡したという。
高宗は金を後ろ楯とする秦檜に対して隠忍自重を重ね、秦檜の生前には「私は彼を得たことが嬉しくて夜も眠れないほどだ」と語っていたが、秦檜が死ぬと武将楊存中にそれは本意ではなく、「私は今日からは靴の中に匕首を隠さずに済む」と語り、秦檜派の朝臣100人以上を弾劾の上で罷免した。
ただし秦檜が亡くなった翌年の紹興26年（1156年）3月には詔書で「講和の策は断じて朕自らの志である。秦檜はただ、能く朕に賛成したのみ。どうして蒸し返して議論などするのか? 近頃の無知の輩は浮言を鼓吹して聴衆を惑わし、勅命を偽り旧臣を集めて公事に抵抗し、妄りな議論をするに至る。朕は甚だ不本意である」として、秦檜の行動は高宗自らの指示によるものであるとしている。
秦檜の死後、秦檜は高宗により申王と追封され、「忠献」の諡が贈られた。
開禧2年（1206年）4月、金に対する北伐を推進していた韓侂冑の主導で王爵が追奪され、諡号も「謬醜」に改められたが、韓侂冑が失脚すると嘉定元年（1208年）3月に王爵と諡号が以前の通りに回復した。
しかし大義名分を重視する朱子学が儒学の正統として公認されたことにより、秦檜をめぐる悪評は大勢となり、宝祐2年（1254年）に再び諡を改め、「謬狠」とした。

## 評価
当時の南宋は「抗金の名将」と呼ばれる有能な将軍を多数輩出し、南宋の歴史を通じて例外的に軍事力が充実した時期であったために、金との講和は国土回復の絶好機を逃し国家を誤ったと評されることが多い。特に紹興10年（1140年）に岳飛が北伐を行い、開封まであと一歩に迫りながら補給が続かず撤退を余儀なくされたことも、秦檜の献策により高宗が不当な撤退命令を送ったのが原因とされた。

### 同時代の人物による評価
秦檜より40歳年下で、その政権下の紹興18年（1148年）に実施された科挙で進士となった朱熹は、秦檜に対して次のように厳しく批判している。
- 秦檜は、昔は品行純正な人であった。その時には立派な知り合いもいたが、晩年には彼から離れていき、すべてだめになった。
- 秦檜は士大夫の小人である。
- 秦檜は、和議を唱導して国を誤らせ、夷狄の力を頼んで天子を眩ませ、ついには人の守るべき道を踏みにじって、親を忘れ、君をあとまわしにした。これは、秦檜の大罪である。

また、浙東提挙常平茶塩公事として温州の州治の永嘉県を視察した朱熹は、温州ではかつて知事を務めた秦檜が崇敬されて県学に祠が作られていると知るや、取り壊しを命じている（『晦庵先生朱文公文集』巻99「除秦檜祠移文」）。

### 宋史での評価（元代の評価）
元代に編纂された『宋史』では、秦檜は「姦臣伝」に入れられ、次のように酷評されている。
- 2度、あわせて19年間も宰相の位にありながら、天子を脅し悪心を抱き、講和を唱えて国家を誤まり、仇を忘れて人の行うべき道を壊した。時の忠臣や良将の、ほとんど全てが根絶やしにされ、頑迷固随にして愚か、しかも破廉恥な輩が、秦槍の手先になった。

### 明代の評価
明代の正徳8年（1513年）には岳王廟の前に罪人姿の秦檜夫妻と万俟卨（岳飛の取り調べを実行した秦檜の部下）の銅像が作られ、万暦年間には張俊（岳飛と敵対した秦檜派の軍人）の像も加えられた。この像に唾を吐きかける習慣が最近まであり、「像に唾を吐いたり、叩いたりしてはならない」という掲示がされるようになった。
ただし、丘濬のように秦檜を弁護する意見もない訳ではなかったが、秦檜は姦臣との見解が大勢であった。

### 清代の評価
清代に入ると、清朝にとっての先祖が建国した金と和議を結んだ秦檜を、肯定的に評価する事例も幾つか見受けられる。
- 宋と金とは仇敵であるから、筋道からは講和すべきではない。そのため、紹興年間の君臣は和議を押し通したことで後世から謗り辱められている。（略）当時は良将が多く、宋は頻繁に軍を動かしていた。秦檜の和議の意図は、民の負担軽減だと私は思う。時勢からすれば、失策とまでは言えない（銭大昕による評価）[9]。
- 道理論（義理の説）と現実論（時勢の論）は往々にして合致せず、全ての事柄を道理によって行うことは出来ない。思うに道理も現実を直視せねばならず、それが真の道理（真義理）である。二帝が捕虜となり、中原を失った、復仇し恥を雪ごうとを思い続けるのは道理である。しかし、敗れ続け疲弊している。（略）長躯北伐して皇帝を帰還させることが不可能なのは小さな子供でも知っている。故に、秦檜が用いられる前にも和議を図る識者はいたのだ（趙翼による評価）[10]。

### 日本での評価
日本では外山軍治・衣川強が、秦檜に対する研究のなかで秦檜を擁護している。